# Mount Perseverance (Antarktika)
Mount Perseverance ist ein Berggipfel im ostantarktischen Viktorialand. Er ragt am südlichen Ende eines Bergrückens auf, der oberhalb des Benson-Gletschers vom Mount Whitcombe verläuft.
Die nördliche neuseeländische Vermessungsmannschaft der Commonwealth Trans-Antarctic Expedition (1955–1958) kartierte und benannte ihn 1957. Namensgebend war der Umstand, dass der Gipfel das letzte untersuchte Objekt der langwierigen Vermessungsarbeiten dieser Mannschaft gewesen ist (englisch perseverance = deutsch Ausdauer, Beharrlichkeit).